# エスプライド鉄腕硬式野球部
エスプライド鉄腕硬式野球部（エスプライドてつわんこうしきやきゅうぶ）は、東京都に本拠地を置き、日本野球連盟に加盟する社会人野球のクラブチームである。

## 概要
チームの前身は、大手ゼネコンの熊谷組が保有していた1948年創部の企業チーム『熊谷組野球部』である。平成に入ってからの長期不況の影響もあり、1993年シーズン限りで休部となったため、主力選手らが「熊谷組の野球を伝えていきたい」と立ち上がり、1994年にクラブチームとして『熊球クラブ』を結成した。チーム名は、熊谷組野球部の選手寮「熊球寮」からとったもの。
1997年の全日本クラブ野球選手権大会では初出場で準優勝、1998年もベスト8まで勝ち進んだ。2008年には10年ぶりに本大会に進出したが、初戦敗退に終わった。
2010年、チーム名の「熊球」を熊谷組に返上し、チーム名はメインスポンサーとなった西麻布の居酒屋「鉄腕」の名前を借り『鉄腕硬式野球倶楽部』に改称した、1月28日付けで公示された。
2013年、「鉄腕」の経営母体となる「エスプライドグループ」の支援を受け、2月28日付けでチーム名を『エスプライド鉄腕硬式野球部』に改称した。

## 元プロ野球選手の競技者登録
- 佐藤和弘（元：オリックス） - 外野手（2005年～2008年）→退団
- 波留敏夫（元：ロッテ、中日、横浜） - 外野手（2005年）→退団
- 副島孔太（元：ヤクルト、オリックス） - 監督兼内野手（2010年～2012年）→退団
- 野村宏之（元：オリックス） - 投手（2013年～）
- 高森勇旗（元：DeNA） - 捕手（2013年～）→退団
- 新美敏（元：広島、日ハム） - 監督（2015年～）
- 加藤貴大（元：楽天） - 投手（2015年～？）→退団
- 香月良太（元：近鉄、オリックス、巨人） - 投手（2023年）→退団

## かつて在籍していた選手
- 田原伸吾（外野手） - 前身の熊谷組にも所属した選手。TDKに在籍しながら、本チームにもコーチ兼任として参加した。